# NGC 3509
NGC 3509 (również PGC 33446, UGC 6134 lub Arp 335) – galaktyka spiralna z poprzeczką (SBbc), znajdująca się w gwiazdozbiorze Lwa. Odkrył ją William Herschel 30 grudnia 1786 roku.
W galaktyce tej zaobserwowano supernową SN 2010bi.